# Marachina
Marachina là một chi bướm ngày thuộc họ Lycaenidae.